# Incoronazione di Carlo Magno
L'Incoronazione di Carlo Magno è un affresco (circa 670x500 cm) di Raffaello e aiuti, databile al 1516-1517 e situato nella Stanza dell'Incendio di Borgo, una delle Stanze Vaticane.

## Storia
Raffaello iniziò a lavorare alla terza delle Stanze non molto dopo l'elezione di Leone X. Il Papa, forse ispirandosi alla scena dell'Incontro tra Leone Magno e Attila nella Stanza di Eliodoro, in cui aveva fatto inserire il proprio ritratto al posto di quello di Giulio II, scelse come tema della decorazione la celebrazione dei pontefici col suo stesso nome, Leone III e IV, nelle cui storie, tratte dal Liber Pontificalis, si potevano cogliere allusioni al pontefice attuale, alle sue iniziative e al suo ruolo.
La prima scena ad essere completata fu l'Incendio di Borgo, che diede poi il nome alla stanza. In essa gli interventi autografi del maestro sono ancora consistenti, mentre negli episodi successivi i nuovi impegni presi col pontefice (alla Basilica vaticana e agli arazzi per la Sistina in primis) resero necessario un intervento sempre più cospicuo degli aiuti, tra cui spiccavano Giulio Romano, Giovan Francesco Penni e Giovanni da Udine.
In particolare nell'Incoronazione di Carlo Magno, sebbene restino numerosi disegni di Raffaello a testimoniare la sua ideazione, la qualità scadente della pittura lascia immaginare un ampio intervento degli aiuti, soprattutto il Penni, Raffaellino del Colle e forse Giulio Romano. Cavalcaselle e Gamba ipotizzarono un intervento diretto del maestro in alcuni ritratti nel gruppo di vescovi a destra. Durante la Repubblica Romana instaurata dai giacobini e successivamente nel periodo napoleonico, i francesi elaborarono alcuni piani per staccare gli affreschi e renderli portabili. Infatti, venne espresso il desiderio di rimuovere gli affreschi di Raffaello dalle pareti delle Stanze Vaticane e inviarli in Francia, tra gli oggetti spediti al Musee Napoleon delle spoliazioni napoleoniche, ma questi non vennero mai realizzati a causa delle difficoltà tecniche e i tentativi falliti e disastrosi dei francesi presso la Chiesa di San Luigi dei Francesi a Roma.

## Descrizione e stile

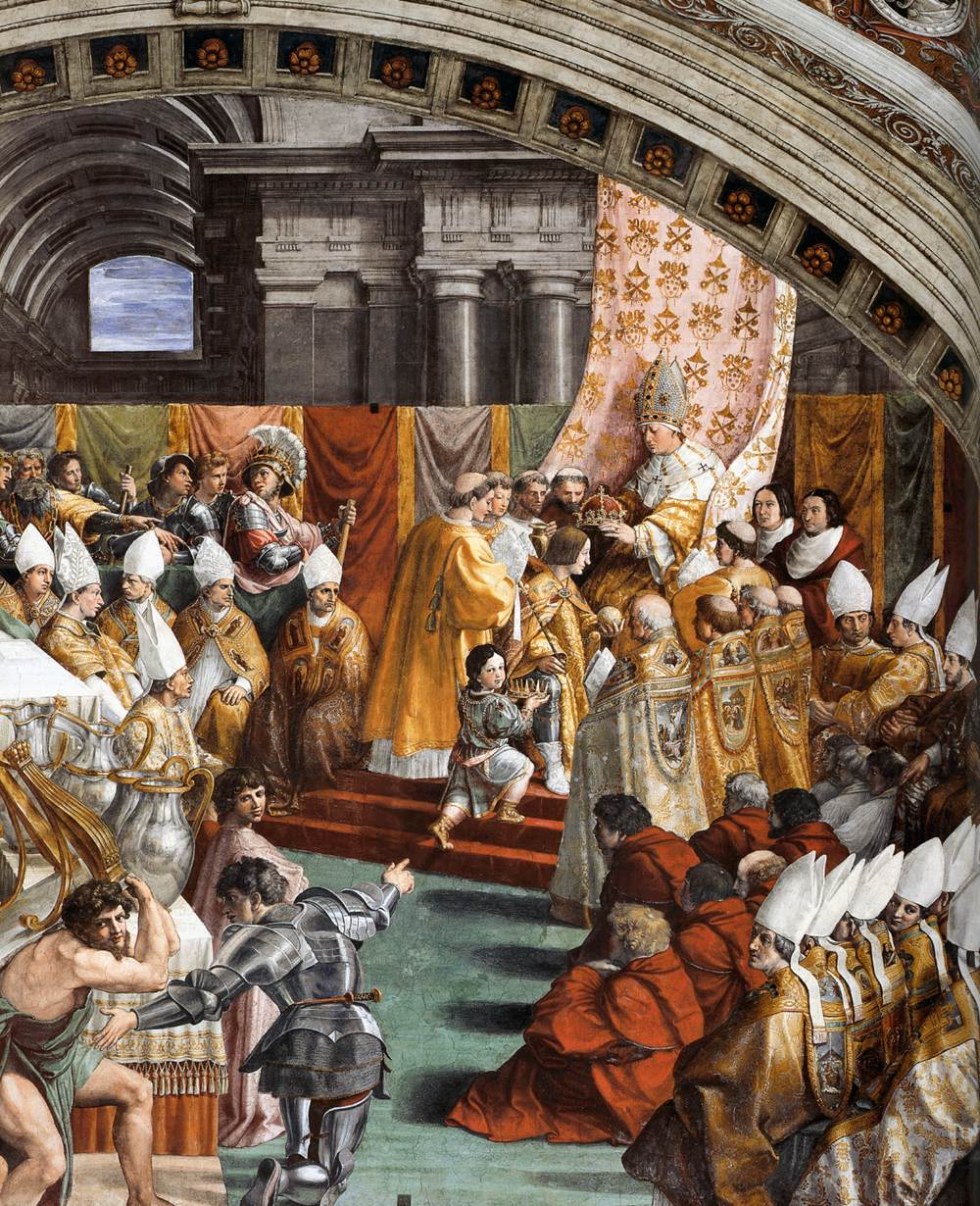
Dettaglio

L'episodio dell'incoronazione di Carlo Magno da parte di Leone III è storicamente avvenuto nella notte di Natale dell'anno 800 nell'antica basilica di San Pietro in Vaticano. Nella sua rappresentazione si voleva alludere probabilmente al concordato tra la Santa Sede e il regno di Francia siglato nel 1515 a Bologna. Il papa ha infatti le sembianze di Leone X e l'imperatore quelle di Francesco I, re francese all'epoca della realizzazione dell'affresco.
La scena è impostata lungo una diagonale, che conduce l'occhio dello spettatore in profondità, dove sotto il baldacchino papale (decorato dalle chiavi di san Pietro), circondato da parati a festa, avviene l'incoronazione. Circondano questa sorta di platea due gruppi di cardinali, vescovi e soldati, mentre a sinistra si vede l'altare e, in primo piano, un gruppo di inservienti che sta accatastando grossi vasi argentei e aurei e un ripiano con le zampe dorate su un tavolo delle offerte, riprendendo il tema romano-imperiale dei cortei trionfali.
Secondo Vasari il paggetto inginocchiato vicino all'imperatore, che tiene la corona reale (sostituita dal papa con quella imperiale), sarebbe un giovanissimo Ippolito de' Medici. L'architettura si rifà probabilmente, ancora una volta nelle Stanze, allo stato dei lavori in San Pietro.
Sopra la porta, per riempire l'angolo angusto, Raffaello ideò una cantoria intarsiata dalla quale si affacciano i giovani cantori incuriositi dall'evento: uno di essi regge in mano uno spartito. Papa Leone fu un grande estimatore della musica, e fu lui a istituire un celebre coro per le funzioni nella Cappella Sistina.